# Innico I d'Avalos
(Vespasiano da Bisticci)
Don Innico I d'Avalos, anche Inigo (in spagnolo Íñigo; in catalano Enyego) (Toledo, 1414 circa – Napoli, 12 settembre 1484), è stato un militare e politico spagnolo.

## Biografia
Innico nacque a Toledo attorno al 1414. Suo padre era il connestabile di Castiglia Ruy López Dávalos, caduto in disgrazia e costretto all'esilio per il suo appoggio a Enrico d'Aragona nelle lotte dinastiche lo avevano opposto a Giovanni II di Castiglia. La madre di Innico era invece la nobildonna Costanza (o Constanza) de Tovar, figlia di Sancho Fernández de Tovar, signore di Caracena e Cevico de la Torre. Ruy López si era rifugiato presso la corte valenciana di Alfonso V d'Aragona ed Innico ed i suoi fratelli Alfonso e Rodrigo furono paggi al servizio del monarca aragonese. 
Nel 1432 seguirono Alfonso, detto "il Magnanimo" (in seguito asceso al trono di Napoli nel 1442, come Alfonso I di Napoli) nelle sue campagne in Italia, in Sicilia e a Napoli. Innico venne addobbato cavaliere durante le campagne di Alfonso in Italia. Nel 1435 venne fatto prigioniero in seguito alla battaglia navale di Ponza. Innico, come anche diversi nobili e membri della famiglia reale (tra questi Alfonso d'Aragona, Enrico e Giovanni), venne condotto a Milano, dove rimase prigioniero di Filippo Maria Visconti. Anche in seguito al rilascio di Alfonso e dei suoi fratelli, avvenuto nel 1436, Innico rimase presso la corte milanese al servizio del Visconti, ricevendo varie gratifiche e incarichi. Innico risulta infatti essere stato nominato camerario di Filippo Maria. Venne inoltre investito della titolarità dei feudi di Borgofranco e di Scaldasole nel 1436.
Al servizio dei Visconti, Innico partecipò tra il 1436 e il 1438, ai conflitti che videro opposto il Ducato di Milano alla Repubblica di Venezia nel contesto delle cosiddette Guerre di Lombardia.
Innico d'Avalos è ritenuto essere uno dei possibili autori del poema epico-cavalleresco Curial e Güelfa, redatto in catalano con diversi italianismi. L'attribuzione è stata peraltro contestata da diversi studi, che hanno evidenziato lacune ed errori nella tesi sostenuta da Soler.
Innico fece definitivamente ritorno a Napoli intorno al 1440. Già nel 1439 tuttavia era stato richiamato da re Alfonso, il quale aveva combinato per lui, al fine di ricompensarlo dei suoi servigi, il matrimonio con l'ereditiera Enrichetta Ruffo di Calabria. Tale progetto non era tuttavia andato a buon fine a causa dell'interposizione di Antonio Centelles, il quale sebbene fosse stato originariamente incaricato dal re di fungere da intermediario nella trattativa matrimoniale, finì per sposare egli stesso Enrichetta. Il Centelles in seguito tentò anche di assassinare Innico.
Tra il 1444 e il 1447 troviamo Innico in Lombardia, nel Monferrato e in Liguria in qualità di ambasciatore della corona aragonese.
Nel 1449 venne nominato gran camerlengo (o camerario) del regno di Napoli, subentrando a Francesco d'Aquino (morto nel settembre di quell'anno). In precedenza Innico era stato luogotenente del d'Aquino presso la Regia Camera della Sommaria. Quale suo luogotenente Innico scelse Nicolantonio de' Monti.
Nel 1442 Alfonso combinò il fidanzamento di Innico con Antonella d'Aquino, nipote del summenzionato Francesco e contessa di Monteoderisio; Antonella scambiò la promessa di matrimonio con Innico I d'Avalos l'11 novembre 1450 e il matrimonio tra i due venne celebrato nel 1452.
Nel 1449 Innico fu ritratto in una medaglia celebrativa di Pisanello.
Nel marzo del 1452 Innico ricevette l'imperatore Federico III d'Asburgo, giunto a Gaeta. Federico era giunto nel regno dopo essere stato incoronato imperatore a Roma e aver sposato la principessa Eleonora d'Aviz. I festeggiamenti per il matrimonio si svolsero a Castel Capuano presso la corte dello zio della sposa, Alfonso V d'Aragona.
Troviamo in seguito Innico schierato al fianco di re Ferrante d'Aragona nel conflitto che lo vide contrapposto al pretendente al trono napoletano Giovanni d'Angiò-Valois (Congiura dei baroni). Innico venne fatto prigioniero nella battaglia di Sarno (1460) e prese parte alla battaglia di Troia del 1462, venendo insignito dell'Ordine dell'Ermellino nel 1463.
Nel marzo 1464 Innico si recò a Roma ed in seguito ad Urbino quale membro di una delegazione del re di Napoli presso papa Pio II al fine di conferire un donativo di 60.000 ducati destinati a finanziare una crociata contro i Turchi.
Nel 1467 Innico venne insignito dell'Ordine della Giarrettiera.
Sempre durante il regno di Ferrante, Innico prese parte ad alcune operazioni militari minori contro i Turchi successive alla battaglia di Otranto del 1480 e alle operazioni militari in Puglia e Abruzzo contro lo Stato pontificio e la Repubblica di Venezia condotte nell'ambito della cosiddetta Guerra di Ferrara.
Innico morì a Napoli il 12 settembre del 1484. Il giorno successivo si svolsero le esequie ed ebbe luogo la sua sepoltura presso la Chiesa di Santa Maria di Monteoliveto.

## Famiglia e titoli

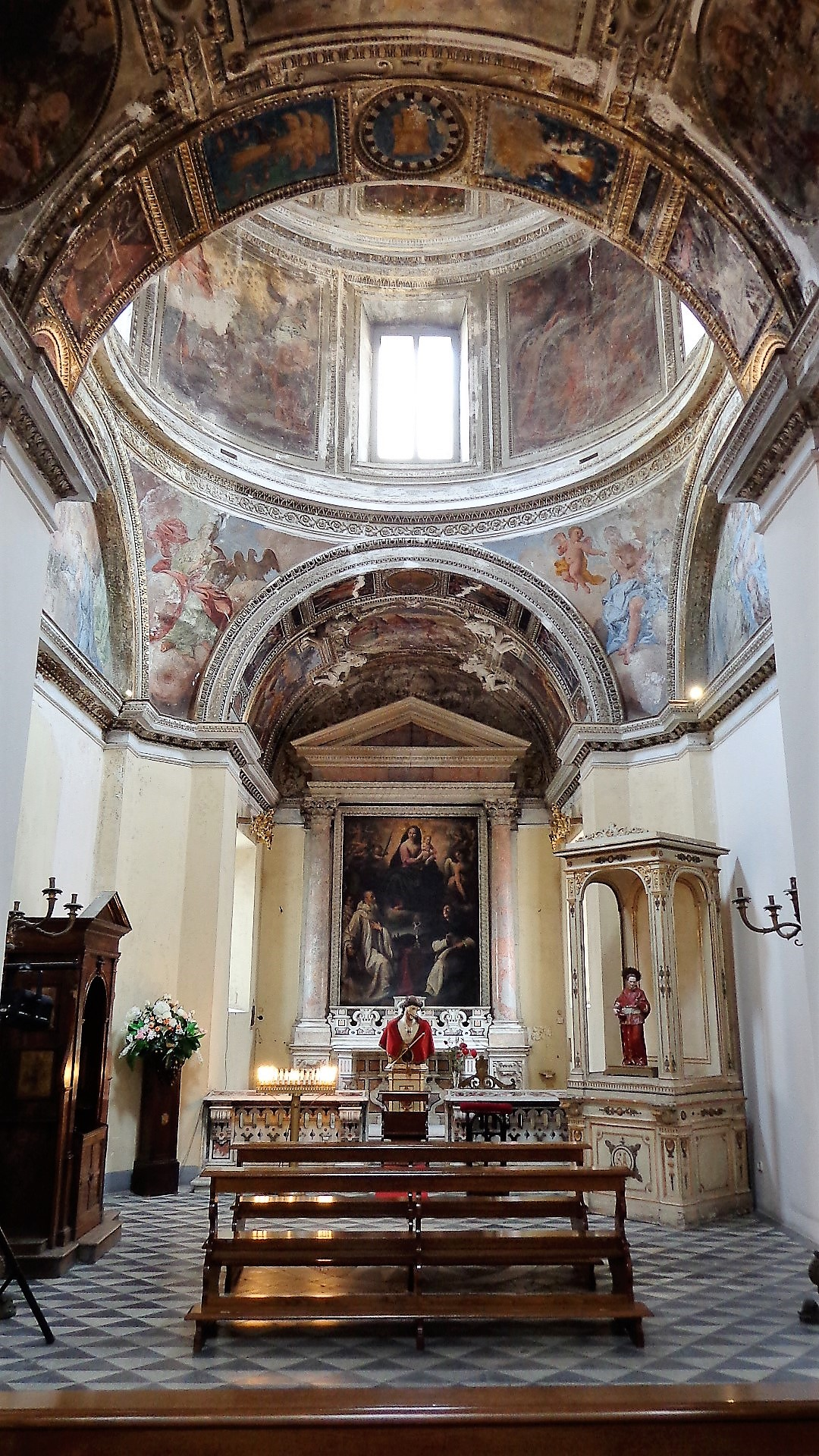
Napoli, Chiesa di Sant'Anna dei Lombardi, Cappella d'Avalos

Innico era il secondo figlio maschio di Ruy López Dávalos e della terza moglie di questi, Costanza de Tovar. Ebbe altri due fratelli, Alfonso (morto nel 1470) e Rodrigo. Costanza (o Constanza) era la figlia primogenita di Sancho Fernández de Tovar, guarda mayor del rey e signore di Caracena e Cevico de la Torre (figlio a sua volta dell'adelantado mayor de Castilla Fernando Sánchez de Tovar e della sua consorte Isabel de Padilla) e di Teresa de Toledo. Dal lato materno, Innico d'Avalos era il fratellastro di Innico, Alfonso e Fernando de Guevara (nati dal precedente matrimonio della madre con Pedro Vélez de Guevara, signore di Guevara e Oñate), i quali avevano anch'essi accompagnato Alfonso il Magnanimo in Italia nel 1432.
Innico d'Avalos assunse la carica di Gran Camerlengo del Regno di Napoli nel 1449, a seguito della morte del titolare in carica, Francesco II d'Aquino. Nel 1452, sposò la nipote di Francesco, Antonella d'Aquino, grazie ad accordi intervenuti con il re Alfonso medesimo.
Dalla moglie, ottenne i feudi e i titoli di marchese di Pescara (terzo della serie creata dalla dinastia aragonese e primo della famiglia d'Avalos), conte di Loreto e di Satriano, in seguito alla morte senza discendenti del fratello di Antonella, Francesco Antonio d'Aquino, avvenuta nel 1472. Innico e la moglie avevano acquisito in precedenza la contea di Monteodorisio, pervenuta loro per donazione fatta da Giovannella del Borgo in data 8 novembre 1450. Giovannella era la vedova di Francesco d'Aquino (nonno di Antonella a Francesco Antonio) e contessa di Loreto e Satriano, nonché figlia ed erede di Cecco del Borgo, conte di Monteodorisio e marchese di Pescara. La donazione venne confermata da Alfonso il Magnanimo nel 1451.
Da Antonella, ultima discendente del ramo dei conti di Loreto dei D'Aquino, ebbe numerosi figli, dei quali sette raggiunsero l'età adulta:
- Martino (?- Roccasecca, 1488);
- Costanza d'Avalos (1460-1541), sposò Federico del Balzo;
- Alfonso II d'Avalos (1465-1495), dal 1484 quinto marchese di Pescara e secondo della famiglia d'Avalos, sposò Diana de Cardona;
- Ippolita d'Avalos (?-?), sposò Carlo d'Aragona;
- Innico II d'Avalos (1467-1503), primo marchese del Vasto, sposò Laura da Sanseverino;
- Rodrigo d'Avalos (?-Isola del Liri, 1496 o 1497), conte di Monteodorisio;
- Beatrice d'Avalos (1457-20 gennaio 1547[27]), sposò Giangiacomo Trivulzio marchese di Vigevano.

Inigo e la sua famiglia sono sepolti nella cappella gentilizia della chiesa di Sant'Anna dei Lombardi a Napoli.